# Feral Interactive
《Feral Interactive》是一间macOS、Linux及iOS平台的电子游戏发行商，成立于1996年，总部位于英国伦敦。与Feral Interactive有合作关系的其他发行商包括史克威尔艾尼克斯、2K Games、SEGA、华纳兄弟互动娱乐和Codemasters等。Feral Interactive开发和发行其合作伙伴受欢迎作品的移植版本，包括全面战争系列、蝙蝠俠：阿卡漢、古墓丽影系列和XCOM：未知敵人。
Feral Interactive发行的游戏作品会在Steam、Mac App Store以及其自设的Feral商店上销售。
在1996年至2013年间，Feral Interactive都只发行macOS的游戏，到2014年6月才第一次在Linux发行《XCOM：未知敵人》。2016年，发行了其第一个iOS游戏《罗马：全面战争》。在2017年11月，发布了其第一个同时适用于iPhone和iPad的iOS游戏《超級房車賽：汽車運動》。之后亦持续发行游戏至Mac、Linux和iOS平台。

## 奖项
2006年，Mac版的《電影夢工廠》赢得了英国学院游戏奖模拟类别的最佳游戏。
2012年，Mac版的《駭客入侵：人類革命》参与了麥金塔开发者展示会并赢得了该年的苹果设计大奖。

## 发行游戏

### macOS
- 異形：孤立
- 蝙蝠侠：阿卡姆疯人院
- 蝙蝠侠：阿卡姆之城
- 战场女孩（英语：Battle Girl）
- 战斗位置：中途岛（英语：Battlestations: Midway）
- 战斗位置：太平洋
- 樂高生化戰士
- 生化奇兵
- 生化奇兵2
- 生化奇兵重制版
- 黑与白高级版
- 黑与白2（英语：Black & White 2）
- 黑与白：神兽岛（英语：Black & White: Creature Isle）
- 无主之地
- 斩获兄弟连：急行军（英语：Brothers in Arms: Double Time）
- 米老鼠：幻影城堡（英语：Castle of Illusion Starring Mickey Mouse）
- 冠军足球经理3（英语：Championship Manager 3）
- 冠军足球经理4（英语：Championship Manager 4）
- 冠军足球经理00/01（英语：Championship Manager 00/01）
- 冠军足球经理01/02（英语：Championship Manager 01/02）
- 冠军足球经理03/04（英语：Championship Manager 03/04）
- 冠军足球经理99/00
- Chessmaster 9000
- 科林麦克雷拉力赛（英语：Colin McRae Rally）
- 科林麥克雷拉力賽：塵埃2
- 盟军敢死队2：勇往直前（英语：Commandos 2: Men of Courage）
- 盟军敢死队3：目标柏林
- 英雄连2
- 杀出重围：人类革命导演剪辑版
- 杀出重围：人类革命终极版
- 駭客入侵：人類岐裂
- 尘埃3完全版
- 尘埃4（英语：Dirt 4）
- 尘埃拉力赛
- 帝国：全面战争金版
- 帝国：全面战争典藏版
- 深入敌境（英语：Enemy Engaged）
- F1 2012（英语：F1 2012 (video game)）
- F1 2013
- F1 2016（英语：F1 2016 (video game)）
- F1 2017
- F1锦标赛2000赛季（英语：F1 Championship Season 2000）
- 神鬼寓言
- 福特赛车2（英语：Ford Racing 2）
- 鬼大师（英语：Ghost Master）
- 超级房车赛2重装版（英语：Grid 2 Reloaded Edition）
- 超级房车赛：汽车运动（英语：Grid Autosport）
- 杀手
- 杀手：赦免精英版
- 光荣帝国（英语：Imperial Glory）
- 乐高蝙蝠侠2：DC超级英雄
- 乐高蝙蝠侠3：飞越高谭市
- 乐高蝙蝠侠：游戏版（英语：Lego Batman: The Videogame）
- 乐高DC超级反派（英语：Lego DC Super-Villains）
- 乐高哈利波特：1-4年（英语：Lego Harry Potter: Years 1–4）
- 乐高哈利波特：5-7年（英语：Lego Harry Potter: Years 5–7）
- 乐高印第安纳琼斯2：冒险继续（英语：Lego Indiana Jones 2: The Adventure Continues）
- 乐高印第安纳琼斯：最初冒险（英语：Lego Indiana Jones: The Original Adventures）
- 乐高侏罗纪公园（英语：Lego Jurassic World）
- 乐高漫威复仇者（英语：Lego Marvel's Avengers）
- 乐高漫威超级英雄
- 乐高漫威超级英雄2（英语：Lego Marvel Super Heroes 2）
- 乐高星球大战：完整的传奇（英语：Lego Star Wars: The Complete Saga）
- 乐高星球大战2：原创三部曲（英语：Lego Star Wars II: The Original Trilogy）
- 樂高星際大戰III：複製人戰爭
- 樂高星際大戰：原力覺醒
- 樂高：哈比人歷險記
- 乐高超人总动员（英语：Lego The Incredibles）
- 乐高指环王（英语：Lego The Lord of the Rings）
- 奇异人生
- 奇异人生：暴风前夕
- 疯狂麦克斯
- 黑手党II导演剪辑版
- 英雄本色
- 中世纪2：全面战争
- 中土世界：暗影魔多
- 迷你忍者
- 拿破仑：全面战争金版
- 奥妮
- Puzzler World
- 超级房车赛3（英语：Race Driver 3）
- 超级房车赛：起点（英语：Race Driver: Grid）
- Racing Days R
- 雷曼3：强盗侵袭
- 雷射超人 起源
- 共和国：革命（英语：Republic: The Revolution）
- 盜墓者羅拉：崛起
- 罗马：全面战争 - 亚历山大版（英语：Rome: Total War - Alexander）
- 罗马：全面战争金版
- Screen Studio
- 世嘉超级英雄网球（英语：Sega Superstars Tennis）
- 古墓丽影：暗影
- 綿羊
- 席德·梅尔的海盗（英语：Sid Meier's Pirates!）
- 席德·梅尔之铁路
- 香港秘密警察
- 索尼克世嘉全明星赛车
- 偷竊
- 乐高大电影游戏版（英语：The Lego Movie Videogame）
- 乐高大电影2游戏版（英语：The Lego Movie 2 Videogame）
- 指环王：北方战争（英语：The Lord of the Rings: War in the North）
- 主题乐园世界（英语：Theme Park World）
- 電影夢工廠
- 電影夢工廠
- 古墓丽影 (2013年游戏)
- 古墓奇兵：重返禁地
- 古墓丽影：地下世界
- 热力赛车（英语：Total Immersion Racing）
- 全面战争传奇：不列颠尼亚王座
- 全面战争传奇：武家之殇典藏版（英语：Total War: Shogun 2: Fall of the Samurai）
- 全面战争2典藏版
- 全面战争：三国
- 全面战争：战锤
- 全面战争：战锤2
- 海岛大亨3：金版
- 海岛大亨4：金版
- 海岛大亨
- 戰鎚40000：破曉之戰II
- 戰鎚40000：破曉之戰II-渾沌再起
- 戰鎚40000：破曉之戰II-天譴
- 戰鎚40000：破曉之戰III（英语：Warhammer 40,000: Dawn of War III）
- 勇士之王（英语：Warrior Kings）
- 百萬富翁
- 百战天虫3D（英语：Worms 3D）
- 百战天虫：泡泡虫（英语：Worms Blast）
- 幽浮：内部敌人金版（英语：XCOM: Enemy Unknown）
- 幽浮：内部敌人完全版（英语：XCOM: Enemy Unknown）
- 幽浮2
- 幽浮2：天选者之战（英语：XCOM 2: War of the Chosen）
- 杀手13
- 赞比尼斯岛奥德赛（英语：Zoombinis Island Odyssey）

### Linux
- 異形：孤立
- 英雄连2
- 駭客入侵：人類岐裂
- 帝国：全面战争典藏版
- 尘埃4（英语：Dirt 4）
- 尘埃拉力赛
- F1 2015（英语：F1 2015 (video game)）
- F1 2017
- 超级房车赛：汽车运动（英语：Grid Autosport）
- 杀手
- 奇异人生
- 奇异人生：暴风前夕
- 疯狂麦克斯
- 尘埃4（英语：Dirt 4）
- 中世纪2：全面战争
- 中土世界：暗影魔多
- 盜墓者羅拉：崛起
- 古墓丽影：暗影
- 黑街聖徒2
- 古墓丽影
- 罗马：全面战争重制版
- 全面战争传奇：不列颠尼亚王座
- 全面战争传奇：武家之殇典藏版（英语：Total War: Shogun 2: Fall of the Samurai）
- 全面战争2典藏版
- 全面战争：三国
- 全面战争：战锤
- 全面战争：战锤2
- 戰鎚40000：破曉之戰II
- 戰鎚40000：破曉之戰II-渾沌再起
- 戰鎚40000：破曉之戰II-天譴
- 戰鎚40000：破曉之戰III（英语：Warhammer 40,000: Dawn of War III）
- 幽浮：内部敌人完全版（英语：XCOM: Enemy Unknown）
- 幽浮2
- 幽浮2：天选者之战（英语：XCOM 2: War of the Chosen）

### iOS
- 英雄连
- 超級房車賽：汽車運動（英语：Grid Autosport）
- 罗马：全面战争
- 羅馬：全軍破敵 - 蠻族入侵（英语：Rome: Total War: Barbarian Invasion）
- 罗马：全面战争 - 亚历山大(只有IPad版)
- 海岛大亨

### Android
- 超級房車賽：汽車運動（英语：Grid Autosport）
- 罗马：全面战争
- 羅馬：全軍破敵 - 蠻族入侵
- 海岛大亨
- 幽浮2典藏版

### Nintendo Switch
- 異形：孤立
- 超級房車賽：汽車運動（英语：Grid Autosport）
- 劳拉与光之守护者
- 劳拉和俄西里斯神庙

### Microsoft Windows
- 罗马：全面战争重制版

## 資料來源
1. ↑  . Feral Interactive.   [2019-01-24]. （原始内容存档于2019-01-24） （英语）.
2. ↑  . Feral Interactive.   [2019-01-24]. （原始内容存档于2019-01-24） （中文）.
3. ↑  . store.feralinteractive.com.   [2019-08-16]. （原始内容存档于2019-07-05）.
4. ↑  . Feral Interactive. Feral Interactive. 2014-05-27  [2019-08-17]. （原始内容存档于2019-08-17） （英语）.
5. ↑  . Feral Interactive. Feral Interactive. 2014-06-19  [2019-08-17]. （原始内容存档于2019-08-17） （英语）.
6. ↑  . Feral Interactive. Feral Interactive. 2016-11-10  [2019-08-17]. （原始内容存档于2019-08-17） （英语）.
7. ↑  Sowden, Emily. . Pocket Gamer. 2017-11-23  [2019-08-17]. （原始内容存档于2019-08-17） （英语）.
8. ↑  . Feral Interactive. Feral Interactive. 2017-11-27  [2019-08-17]. （原始内容存档于2019-08-17） （英语）.
9. ↑  .   [2019-08-16]. （原始内容存档于2016-04-02）.
10. ↑  Lowensohn, Josh. . CNET. 2012-06-11  [2019-08-17]. （原始内容存档于2019-08-17）.

## 外部連結
- 官方网站